# Konwencja dotycząca statusu uchodźców
Konwencja dotycząca statusu uchodźców (konwencja genewska) – konwencja dotycząca statusu uchodźców, podpisana w Genewie w dniu 28 lipca 1951 r., ze zmianami wprowadzonymi przez protokół nowojorski z dnia 31 stycznia 1967 r.